# 티피 헤드런
티피 헤드런(Tippi Hedren, 1930년 1월 19일 ~ )은 미국의 배우, 동물권 운동가, 모델이다. 알프레드 히치콕 감독에게 발탁되어 그의 1963년 영화 《새》의 주인공 멜러니 대니엘스 역을 맡으며 본격적인 배우 활동을 시작했으며, 이 역으로 전 세계적으로 이름을 알렸다. 또한 1964 골든 글로브상 신인여우상을 공동수상하였다.

## 개요
딸은 배우 멜라니 그리피스. 손녀는 다코타 존슨으로 또한 배우.

## 출연 작품
- 새 (1963)
- 마니 (1964)
- 홍콩에서 온 백작부인 (1967)
- 시티즌 루스 (1996)
- 아이 하트 헉커비스 (2004)